# Engelum
Engelum (officieel, Fries: Ingelum) is een dorp in de gemeente Waadhoeke, in de Nederlandse provincie Friesland. Engelum ligt tussen Beetgumermolen en Marssum aan de Engelumervaart. De dorpen Engelum, Beetgum en Beetgumermolen vormen een gemeenschap met gezamenlijke faciliteiten.
In 2023 telde het dorp Engelum 365 inwoners.

## Geschiedenis
Het dorp is op een terp ontstaan die was aangelegd op een kwelderrug. Het gebied werd al bewoond voor de christelijke jaartelling en is mogelijk alleen kort onbewoond geweest.
De plaats werd in 1319 gespeld als Enghelum. Later kwamen schrijfwijzen als Anglum, Anglim, Yngelim, Inglum en  Englem voor. De plaatsnaam zou verwijzen naar de woonplaats van de persoon Engel, of de familie Angelen.

## Kerk

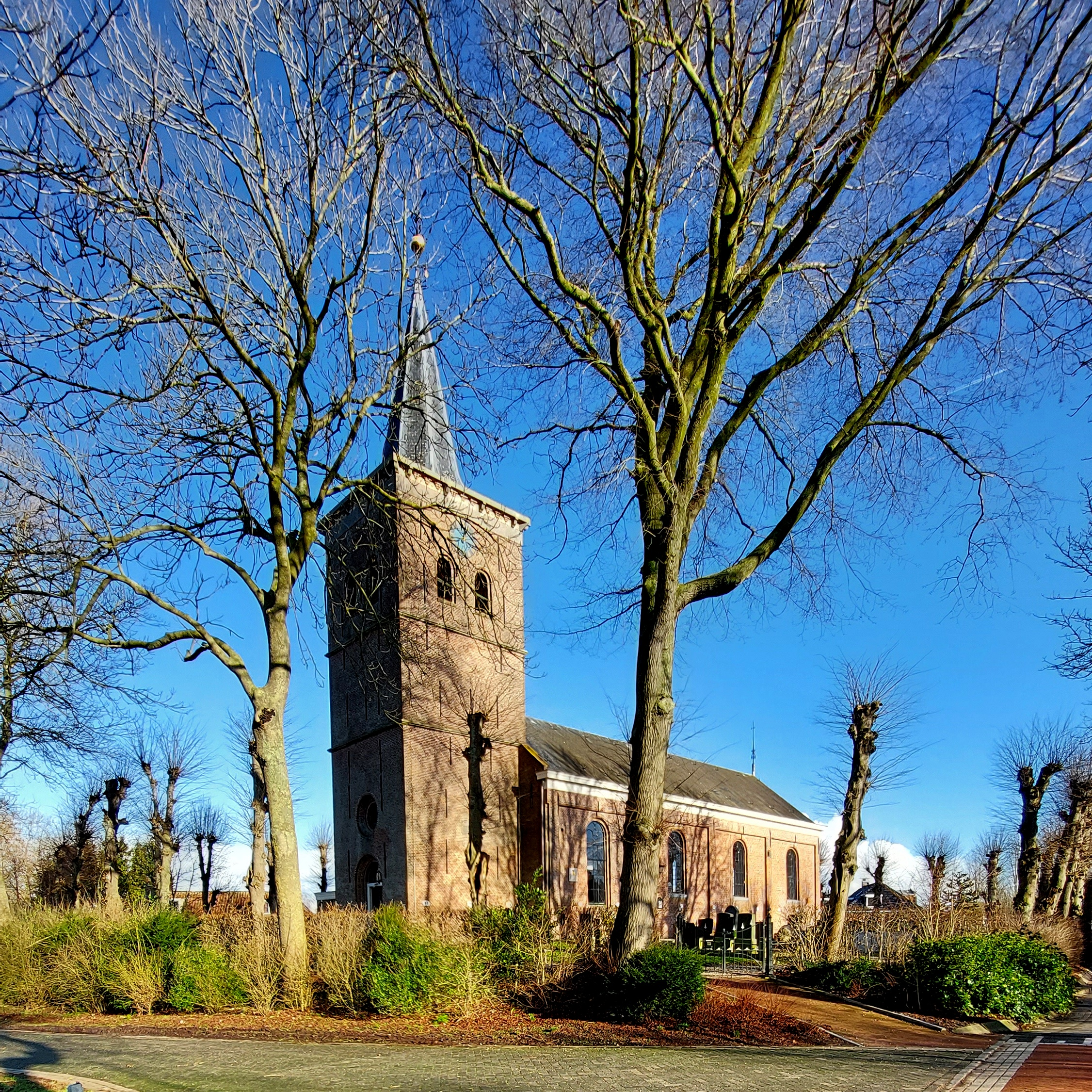
Kerk van Engelum

De kerk van Engelum werd in 1975 door brand verwoest. Na restauratie en het plaatsen van een nieuw orgel is de kerk in 1980 weer in gebruik genomen. Alleen in de toren is aan de binnenzijde nog 13e-eeuws metselwerk zichtbaar.

## Sport
De kaatsvereniging Sla Raak is opgericht in 1899. De sport werd in 1850 al beoefend in het dorp.

## Cultuur
Het dorpshuis, Skerne Wibe, ligt aan de noordoostelijke rand van het dorp. De Feestvereniging De Maeyebeam organiseert veel activiteiten in de dorpen Beetgum, Beetgumermolen en Engelum.

## Onderwijs
Het dorp had een tijdlang een basisschool, maar deze moest gesloten worden wegens te weinig leerlingen. De meeste kinderen gaan naar Beetgumermolen, waar nog twee basisscholen zijn.